# AAA Heart to ・ TOUR 2010
『AAA Heart to ♥ TOUR 2010』（トリプルエー・ハート・トゥ・ハート・ツアー・2010）は、日本の音楽グループ・AAAが2010年9月29日にリリースした10作目の映像作品。

## 概要
- 2010年5月16日にNHKホールで行われたツアーライブ「AAA Heart to ♥ TOUR 2010」の映像である。動員数は約5万人[1]。
- 特典映像にはスペシャルトラックとして「AAA Variety Show」を収録している。
- 小室哲哉がサプライズ登場し披露された「逢いたい理由」の映像も収録されている[2]。
- オリコン週間DVD音楽チャート第7位。

## 収録映像曲

### DISC 1
1. Break Down
2. Overdrive
3. Dream After Dream ～夢から醒めた夢～
4. SHEの事実
5. MUSIC!!!
6. Get It On
7. Crash
8. 涙のキズナ
9. FIELD
10. あきれるくらいわがままな自由
11. 唇からロマンチカ
12. SUNSHINE
13. US
14. ZAPPER
15. Rising Sun
16. Brand New World
17. ONE
18. As I am
19. ハレルヤ
20. 逢いたい理由
21. Hide-away
22. Believe own way
23. Heart and Soul

### DISC 2
1. Summer Revolution (ENCORE)
2. ハリケーン・リリ,ボストン・マリ (ENCORE)
3. Metamorphose (ENCORE)
4. Wonderful Life (ENCORE)